# أناداركو
أناداركو (بالإنجليزية: Anadarko, Oklahoma) هي مدينة تقع بولاية أوكلاهوما في الولايات المتحدة. تبلغ مساحة هذه المدينة 18.6 (كم²)، وترتفع عن سطح البحر 360 م، بلغ عدد سكانها 6762 نسمة في عام 2010 حسب إحصاء مكتب تعداد الولايات المتحدة.

## التركيبة السكانية
حدّد مكتب تعداد الولايات المتحدة بيانات التركيبة السكانية لأناداركو في تعداد الولايات المتحدة. في ما يلي، التركيبة السكانية حسب تعدادي عام 2000 وعام 2010.

### تعداد عام 2000
بلغ عدد سكان أناداركو 6,645 نسمة بحسب تعداد عام 2000، وبلغ عدد الأسر 2,387 أسرة وعدد العائلات 1,656 عائلة مقيمة في المدينة. في حين سجلت الكثافة السكانية 353.1 نسمة لكل كيلومتر مربع (914.5/ميل2). وبلغ عدد الوحدات السكنية 2,767 وحدة بمتوسط كثافة قدره 147 لكل كيلومتر مربع (380.7/ميل2).
وتوزع التركيب العرقي للمدينة بنسبة 41.37% من البيض و6.23% من الأمريكيين الأفارقة و41.26% من الأمريكيين الأصليين و0.24% من الأمريكيين ذوي الأصول الآسيوية و0.03% من سكان جزر المحيط الهادئ و3.07% من الأعراق الأخرى و7.80% من عرقين مختلطين أو أكثر و9.15% من الهسبانيون أو اللاتينيون من أي عرق.
بلغ عدد الأسر 2,387 أسرة كانت نسبة 43.8% منها لديها أطفال تحت سن الثامنة عشر تعيش معهم، وبلغت نسبة الأزواج القاطنين مع بعضهم البعض 43.6% من أصل المجموع الكلي للأسر، ونسبة 20.2% من الأسر كان لديها معيلات من الإناث دون وجود شريك، بينما كانت نسبة 5.6% من الأسر لديها معيلون من الذكور دون وجود شريكة وكانت نسبة 30.6% من غير العائلات. تألفت نسبة 27.1% من أصل جميع الأسر من عدة أفراد يعيشون في نفس المنزل ونسبة 13.6% كانت تتألف من شخص يعيش بمفرده يبلغ من العمر 65 عاماً أو أكثر. وبلغ متوسط حجم الأسرة المعيشية 2.72، أما متوسط حجم العائلات فبلغ 3.32.
بلغ العمر الوسطي للسكان 32.0 عاماً. وكانت نسبة 32.6% من القاطنين تحت سن الثامنة عشر، وكانت نسبة 9% بين الثامنة عشر والرابعة والعشرين عاماً، ونسبة 25.4% كانت واقعةً في الفئة العمرية ما بين الخامسة والعشرين والرابعة والأربعين عاماً، ونسبة 18.5% كانت ما بين الخامسة والأربعين والرابعة والستين، ونسبة 12.4% كانت ضمن فئة الخامسة والستين عاماً فما فوق. يوجد لكل 100 أنثى 87.7 ذكر، ويوجد لكل 100 أنثى في الثامنة عشر من عمرها فما فوق 80.8 ذكر.
بلغ متوسط دخل الأسرة في المدينة 24,035 دولارًا، أما متوسط دخل العائلة فبلغ 27,633 دولارًا. وكان متوسط دخل الذكور 26,063 دولارًا مقابل 17,666 دولارًا للإناث. وسجل دخل الفرد الخاص بالمدينة 12,062 دولارًا. وكانت نسبة 23.3% من العائلات ونسبة 28.5% من السكان تحت خط الفقر، وكان من هؤلاء نسبة 39.2% تحت سن الثامنة عشر ونسبة 18.5% في الخامسة والستين من العمر وما فوق.

### تعداد عام 2010
بلغ عدد سكان أناداركو 6,762 نسمة بحسب تعداد عام 2010، وبلغ عدد الأسر 2,362 أسرة وعدد العائلات 1,600 عائلة مقيمة في المدينة. في حين سجلت الكثافة السكانية 359.3 نسمة لكل كيلومتر مربع (930.6/ميل2). وبلغ عدد الوحدات السكنية 2,800 وحدة بمتوسط كثافة قدره 148.8 لكل كيلومتر مربع (385.4/ميل2).
وتوزع التركيب العرقي للمدينة بنسبة 33.14% من البيض و4.73% من الأمريكيين الأفارقة و48.64% من الأمريكيين الأصليين و0.70% من الأمريكيين ذوي الأصول الآسيوية و0.04% من سكان جزر المحيط الهادئ و3.16% من الأعراق الأخرى و9.58% من عرقين مختلطين أو أكثر و11.89% من الهسبانيون أو اللاتينيون من أي عرق.
بلغ عدد الأسر 2,362 أسرة كانت نسبة 40.5% منها لديها أطفال تحت سن الثامنة عشر تعيش معهم، وبلغت نسبة الأزواج القاطنين مع بعضهم البعض 37.2% من أصل المجموع الكلي للأسر، ونسبة 23.6% من الأسر كان لديها معيلات من الإناث دون وجود شريك، بينما كانت نسبة 6.9% من الأسر لديها معيلون من الذكور دون وجود شريكة وكانت نسبة 32.3% من غير العائلات. تألفت نسبة 27.5% من أصل جميع الأسر من عدة أفراد يعيشون في نفس المنزل ونسبة 11.9% كانت تتألف من شخص يعيش بمفرده يبلغ من العمر 65 عاماً أو أكثر. وبلغ متوسط حجم الأسرة المعيشية 2.79، أما متوسط حجم العائلات فبلغ 3.39.
بلغ العمر الوسطي للسكان 31.6 عاماً. وكانت نسبة 30.4% من القاطنين تحت سن الثامنة عشر، وكانت نسبة 10.6% بين الثامنة عشر والرابعة والعشرين عاماً، ونسبة 23.8% كانت واقعةً في الفئة العمرية ما بين الخامسة والعشرين والرابعة والأربعين عاماً، ونسبة 22.7% كانت ما بين الخامسة والأربعين والرابعة والستين، ونسبة 12.5% كانت ضمن فئة الخامسة والستين عاماً فما فوق. وتوزع التركيب الجنسي للسكان بنسبة 47.9% ذكور و52.1% إناث.

## أعلام
- لويس ويلر
- جيم تومسون
- غاري نيكسون
- ديريل غريفيث
- رالف بي. هودجز

## وصلات خارجية
- City Website
- The US50 - Cities and Towns in Oklahoma State